# Laurie Records
Laurie Records was een klein, onafhankelijk Amerikaans platenlabel, in 1958 opgericht door Gene Schwartz en Allan Sussel (eerder oprichter van het weinig succesvolle Jamie Records). 
Artiesten die op het label uitkwamen waren onder meer Dion and the Belmonts ("I Wonder Why" was een hit in 1958), The Mystics, The Chiffons, The Jarmels, Bobby Goldsboro, The Royal Guardsmen en Gary U.S. Bonds. Ook Rocco Granata maakte platen voor het label. Het label distribueerde tevens platen onder verschillende sublabels, zoals Rust, Legrand, Calico en President. Daarnaast verzorgde het in Amerika de distributie van de platen van Gerry & the Pacemakers. 
Begin jaren tachtig veranderde het label van naam en werd het 3C Records. De opnames die 3C Records maakte zijn nu in handen van EMI.